# Beckoning Roads

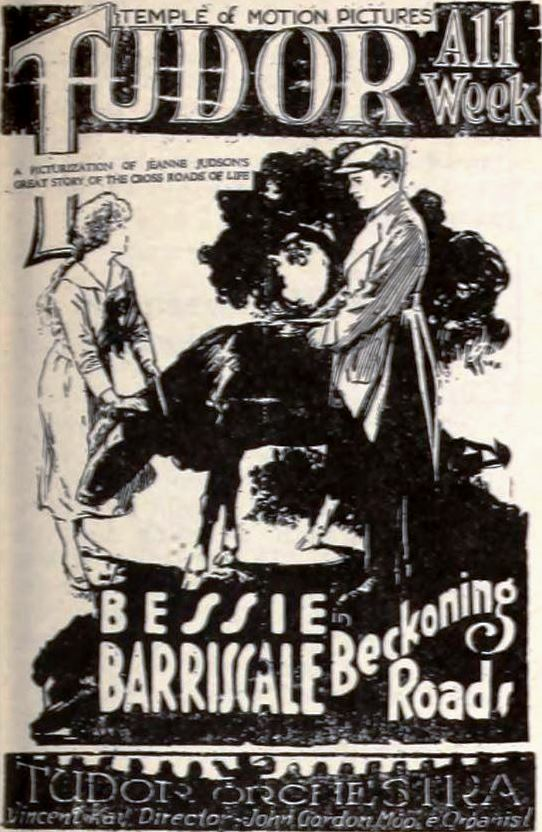
Annonce pour le film dans Exhibitors Herald.

Beckoning Roads est un film américain réalisé par Howard Hickman et sorti en 1919.

## Synopsis
Le fils d'un riche financier renoue avec sa femme, fille adoptive d'un agriculteur, après avoir rompu avec son père dont une fausse transaction boursière était responsable du suicide de l'agriculteur.

## Fiche technique
- Réalisation : Howard Hickman
- Scénario : Harvey Gates d'après une histoire de Jeanne Judson
- Production : B.B. Features
- Photographie : Eugene Gaudio
- Genre : Mélodrame[2]
- Durée : 5 bobines
- Date de sortie : 1919

## Distribution
- Bessie Barriscale : Marquita Shay
- Niles Welch : Humphrey Wells
- George Periolat : John Graysoon
- Joseph J. Dowling : barone Brinker
- Emmett King : Henry Wells
- Dorcas Matthews (en) : Mrs. Rose-Gordon Chester
- Thomas Holding : Cecil Barrington